# Araǰin Xowmb 2000
L'Araǰin Xowmb 2000 è stata la 10ª edizione della seconda serie del campionato armeno di calcio.

## Stagione

### Novità
Al termine della passata stagione, Dinamo Erevan e Mika Ashtarak sono state promosse in Bardsragujn chumb, dalla quale sono retrocesse Karabakh (escluso a stagione in corso), Gyumri, Dvin Artashat e Kilikia, con quest'ultima successivamente ripescata in massima serie. L'Alaškert si è sciolto nel corso della passata stagione.
Il Lernagorts Kapan è stato ripescato in massima serie.
La seconda squadra del Karabakh, complice la retrocessione della prima squadra, non ha potuto iscriversi la campionato.
Dvin Artashat, Mush Kasakh, Nairi Erevan si sono sciolte prima dell'inizio del campionato.
Tre nuovi club si sono iscritti: Armenicum, Tavush e la seconda squadra della Dinamo Erevan.

### Formula
Le nove squadre partecipanti si affrontano due volte, per un totale di sedici partite partite, più due turni di riposo.

## Classifica
|  | Pos. | Squadra         | Pt | G  | V  | N | P  | GF | GS | DR  |
|  | ---- | --------------- | -- | -- | -- | - | -- | -- | -- | --- |
|  | 1.   | Armenicum       | 39 | 16 | 12 | 3 | 1  | 55 | 12 | +43 |
|  | 2.   | Karabakh        | 38 | 16 | 12 | 2 | 2  | 36 | 14 | +22 |
|  | 3.   | Lori            | 29 | 16 | 9  | 2 | 5  | 34 | 24 | +10 |
|  | 4.   | Kotayk'         | 28 | 16 | 9  | 1 | 6  | 36 | 27 | +9  |
|  | 5.   | Arpa            | 26 | 16 | 7  | 5 | 4  | 28 | 16 | +12 |
|  | 6.   | Dinamo-2 Erevan | 18 | 16 | 5  | 3 | 8  | 23 | 32 | -9  |
|  | 7.   | FIMA Erevan     | 12 | 16 | 3  | 3 | 10 | 25 | 35 | -10 |
|  | 8.   | Tavush          | 10 | 16 | 2  | 4 | 10 | 22 | 52 | -30 |
|  | 9.   | Gyumri          | 4  | 16 | 1  | 1 | 14 | 11 | 58 | -47 |

Legenda:
      Promossa in Bardsragujn chumb 2001
Note:
Tre punti a vittoria, uno a pareggio, zero a sconfitta.